# Noelia Juan
Noelia Juan Pastor (Bétera, 20 de marzo de 1996) es una deportista española que compite en triatlón.
En 2023 obtuvo dos segundo puestos en las Copas del Mundo de Triatlón de Tiszaújváros y Tánger. En las Series Mundiales su mejor resultado ha sido el noveno lugar en la Gran Final realizada en Pontevedra en 2023.
A nivel nacional, ganó el Campeonato de España de Triatlón de Esprint en 2022 y 2023.
Fue reserva del equipo nacional de triatlón de los pasados Juegos Olímpicos de Paris 2024.